# Ngân hàng tinh trùng
Ngân hàng tinh trùng hoặc ngân hàng tinh dịch là một cơ sở hoặc doanh nghiệp mua và lưu trữ tinh dịch người từ những người đàn ông được gọi là người hiến tinh trùng để những phụ nữ muốn sử dụng tinh trùng do người hiến tặng sử dụng để mang thai. Tinh trùng được đưa vào cơ thể người phụ nữ nhận bằng phương pháp thụ tinh nhân tạo hoặc thụ tinh trong ống nghiệm và quá trình này cũng có thể liên quan đến việc hiến trứng hoặc sử dụng chất thay thế.
Từ góc độ y học, việc có thai đạt được bằng cách sử dụng tinh trùng của người hiến tặng không khác gì một cái thai được tạo ra khi sử dụng tinh trùng của bạn tình, và nó cũng không khác gì một thai có được khi quan hệ tình dục. Tuy nhiên, bằng cách sử dụng tinh trùng từ một nhà tài trợ, quá trình này là một hình thức sinh sản của bên thứ ba.
Một người hiến tinh trùng thường phải đáp ứng các yêu cầu cụ thể về tuổi tác và lịch sử y tế. Tại Hoa Kỳ, các ngân hàng tinh trùng được quy định như di Nhân và mô hoặc tế bào và mô của Ngân hàng Sản phẩm (HCT / Ps) cơ sở của Food and Drug Administration. Nhiều tiểu bang cũng có các quy định ngoài những quy định của FDA. Ở Liên minh châu Âu, một ngân hàng tinh trùng phải có giấy phép theo Chỉ thị của EU. Tại Vương quốc Anh, các ngân hàng tinh trùng được quy định bởi Cơ quan thụ tinh và thụ tinh nhân tạo.

## Tổng quan
Các ngân hàng tinh trùng cung cấp cơ hội sinh con cho phụ nữ độc thân và đồng tính nữ kết hợp, và cho các cặp vợ chồng dị tính mà có nam giới vô sinh. Khi một ngân hàng tinh trùng cung cấp dịch vụ sinh sản trực tiếp cho một phụ nữ nhận, họ có thể sử dụng các phương pháp thụ tinh khác nhau bằng cách sử dụng tinh trùng của người hiến tặng để tối ưu hóa cơ hội mang thai.
Một ngân hàng tinh trùng cũng sẽ nhằm mục đích cung cấp tinh trùng của người hiến tặng an toàn bằng cách kiểm tra và sàng lọc.
Một số tranh cãi bắt nguồn từ việc các người cho tinh trùng làm cha con của người khác nhưng thường không tham gia vào việc nuôi dưỡng những đứa trẻ đó và cũng từ việc các ngân hàng tinh trùng thường cung cấp tinh trùng của người hiến tặng hoặc cung cấp dịch vụ sinh sản cho phụ nữ độc thân và đồng tính nữ có con mang di truyền của người cho tinh trùng. Người cho tinh trùng có thể không được biết ai có thể sử dụng tinh trùng của họ. Một cuộc tranh cãi khác xoay quanh việc sử dụng tinh trùng của những người đàn ông đã chết do California Cryobank đi tiên phong.
Tuy nhiên, phạm vi dịch vụ ngày càng tăng thông qua các ngân hàng tinh trùng cho phép nhiều cặp vợ chồng có nhiều lựa chọn hơn trong toàn bộ vấn đề sinh sản. Phụ nữ có thể chọn sử dụng một nhà tài trợ ẩn danh, người sẽ không phải là một phần của cuộc sống gia đình, hoặc họ có thể chọn các nhà tài trợ đã biết có thể được liên hệ sau này trong cuộc sống của trẻ em hiến tặng. Phụ nữ có thể chọn sử dụng người thay thế để sinh con, sử dụng trứng do người phụ nữ cung cấp và tinh trùng từ người hiến tặng. Các ngân hàng tinh trùng thường cung cấp các dịch vụ cho phép người phụ nữ mang thai tiếp theo bởi cùng một nhà tài trợ, nhưng đồng đều, phụ nữ có thể chọn sinh con bởi một số nhà tài trợ khác nhau. Các ngân hàng tinh trùng đôi khi cho phép một người phụ nữ chọn giới tính của con mình, cho phép kiểm soát thậm chí nhiều hơn đối với cách các gia đình được lên kế hoạch. Các ngân hàng tinh trùng ngày càng áp dụng một cách tiếp cận ít chính thức hơn trong việc cung cấp dịch vụ của họ, do đó cho phép mọi người có một cách tiếp cận thoải mái với các yêu cầu cá nhân của riêng họ.
Những người đàn ông hiến tinh dịch của họ cho một ngân hàng tinh trùng làm như vậy với ý định rằng nó sẽ được sử dụng để cho phép phụ nữ sinh con mà bạn tình của họ có vấn đề về "yếu tố nam giới" khiến họ không thể làm cha, hoặc thông thường hơn là họ sẽ cho phép phụ nữ những người không có bạn tình nam, chẳng hạn như phụ nữ độc thân và đồng tính nữ, có một đứa con. Những người đàn ông chọn hiến tinh dịch thông qua ngân hàng tinh trùng có sự an toàn khi biết rằng họ đang giúp những người phụ nữ hoặc cặp vợ chồng không có con này sinh con trong hoàn cảnh mà họ, với tư cách là cha ruột, sẽ không có bất kỳ trách nhiệm pháp lý hay trách nhiệm nào khác đối với những đứa trẻ được sinh ra từ tinh trùng của họ. Cho dù người hiến tặng có ẩn danh hay không, yếu tố này rất quan trọng trong việc cho phép các ngân hàng tinh trùng tuyển dụng người hiến tinh trùng và sử dụng tinh trùng của họ để sản xuất bất kỳ số lần mang thai nào từ mỗi người hiến khi được phép hoạt động, hoặc thay vào đó, bất kỳ số lượng nào họ quyết định.